# Лампи, Ахти
Ахти Лампи (фин. Ahti Lampi; род. 24 февраля 1991) — финский игрок в настольный хоккей, чемпион Европы 2008 и 2010.

## Спортивная карьера
Лампи пришёл в настольный хоккей в 2003 году благодаря знакомству с Констой Юкка, который и стал его первым тренером. В 2004 году занял 43 место в личном зачёте чемпионата Финляндии. В 2007 и 2008 годах был уже серебряным призёром, оба раза уступив Рони Нуттунену, а с 2009 по 2016 год 7 раз становился чемпионом страны (пропустил лишь розыгрыш 2014 года), став самым титулованным игроком Финляндии.
В 2007 году дебютировал на чемпионате мира в Москве, выиграл серебро в командном зачёте в составе сборной Финляндии и занял 7 место в личном зачёте. Был бронзовым призёром чемпионата мира 2009, а также дважды выигрывал чемпионат Европы в 2008 и 2010 годах. Также в 2010 году в течение 4-х месяцев считался лидером мирового рейтинга. После 2016 года практически прекратил соревновательную деятельность. Тем не менее, в 2021 году был включён в состав сборной Финляндии на чемпионате мира.

## Статистика выступлений
| Турнир         | 2007 | 2009 | 2011 | 2013 | 2015 | 2021 |
| Чемпионат мира | 7    | 3    | 5    | 4    | 9    | 14   |

| Турнир           | 2008 | 2010 | 2012 | 2014 | 2016 |
| Чемпионат Европы | 1    | 1    | 3    | 2    | 10   |

| Турнир              | 2004 | 2005 | 2006 | 2007 | 2008 | 2009 | 2010 | 2011 | 2012 | 2013 | 2015 | 2016 |
| Чемпионат Финляндии | 43   | 17   | 10   | 2    | 2    | 1    | 1    | 1    | 1    | 1    | 1    | 1    |